# ماضي (مدينة)

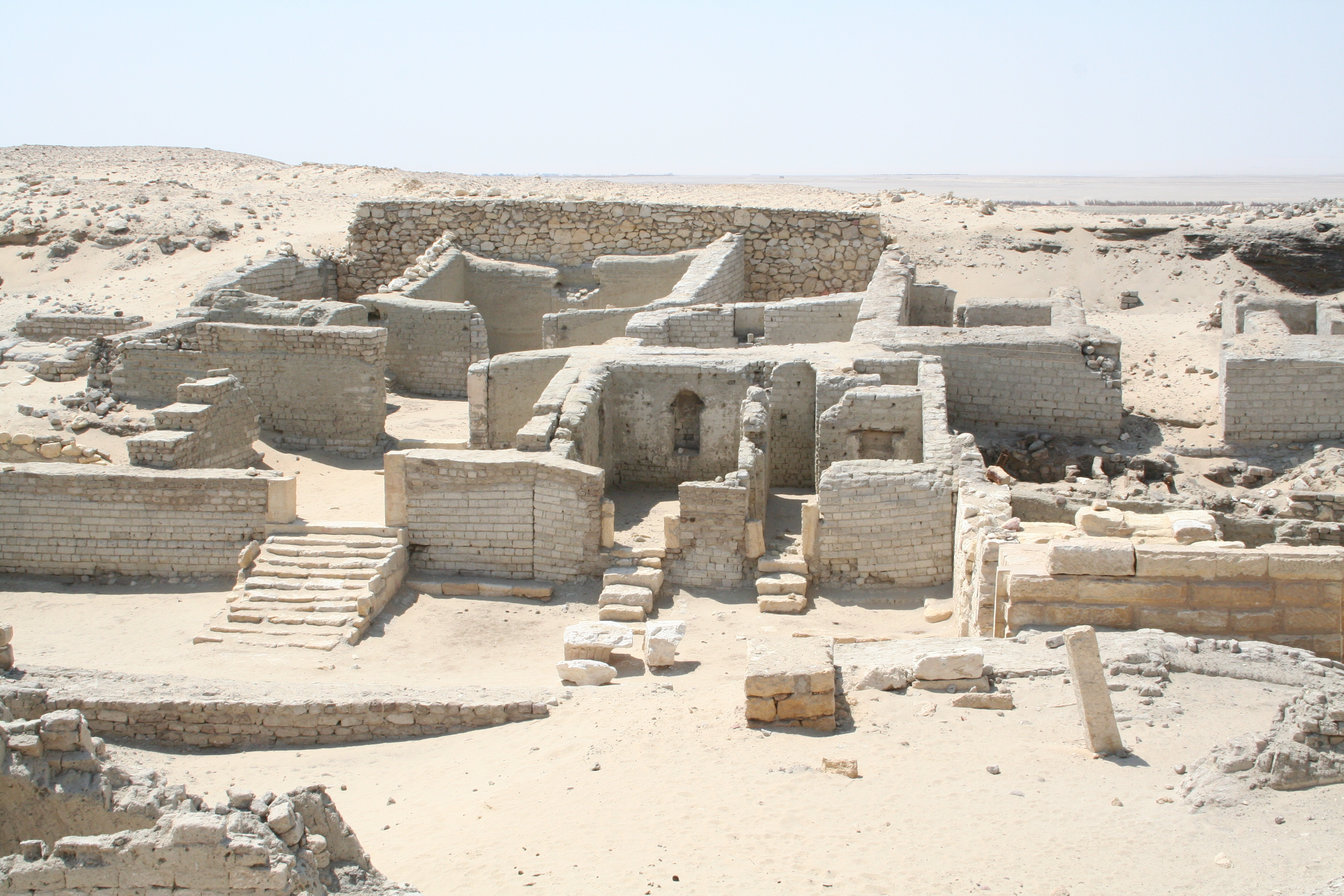
مدينة ماضي

مدينة ماضي (باللاتينية: Narmuthis) نارموثيس - مدينة أثرية في جنوب غرب محافظة الفيوم وتضم أطلال معابد بناها أمنمحات الثالث وأمنمحات الرابع من الأسرة الثانية عشر. ثم أضيفت إليه إضافات في العصر الرومانى، حيث وضعت به تماثيل أسود لها رؤوس آدمية، ويعتبر أكبر معبد باقى من الدولة الوسطى في مصر.
المعبد الرئيسي كان مخصصا لإلهين: الإله التمساح، سوبك، والإلهة الحية (ثعبان)، رننوتت.
تقع على بعد حوالى 35 كم جنوب غرب مدينة الفيوم بالقرب من عزبة الكاشف جنوب بحر البنات ، ويمكن الوصول إليها من الفيوم إلى أبو جندير ثم إلى بحر البنات ثم إلى المعبد.
أو من ناحية مركز اطسا اتجهنا الي قرية لاشين حمد وقوم بدخول قرية لاشين غربأ

## معبد مدينة ماضي
كشف عن هذا المعبد عام 1937 م بعثة جامعة ميلانو، وتصميم المعبد بسيط للغاية يتفق مع السمة العامة لتخطيط معابد الدولة الوسطي ومحوره مستقيم ويتجه من الشمال إلي الجنوب، ويتكون المعبد من صفة يتصدرها عمودان لهما تيجان بريدية تمثل حزمة البريدي، وكانت تحمل السقف الذي ضاع بأكمله الآن، وكان يحلي واجهة المعبد كورنيش مصري.
من الصفة نصل إلي مدخل يوصل إلي صالة عرضية تنتهي بثلاثة مقاصير أكبرهم المقصورة الوسطي التي عثر بداخلها علي تمثال من قطعة واحدة لربة الحصاد رننون، تتوسط كل من الملكين أمنمحات الثالث و أمنمحات الرابع و امامهم جميعا مائدة قربان أمكن تحديد موضعها علي الأرض.
ومن الملاحظ أن النقوش التي في الناحية الغربية كلها تحمل اسم الملك أمنمحات الثالث , اما التي في الناحية الشرقية فتحمل اسم الملك أمنمحات الرابع.
أما المقصورة اليسري فقد زينت بمناظر تقديم القرابين للإله سوبك وأمامه في الجهة المقابلة يقدم الملك إناء عطور إلي الألهة رننوت على شكل ثعبان الكوبرا.
ومن بقايا المناظر والنصوص الموجودة بهذا المعبد يتضح أن بعضها يمثل إحدي مراحل شعائر تأسيس المعبد وهي طقسة شد الحبل ومنها ما يشير إلي تسمية الصالة الأول بصالة التجلي، أما الردهة المستعرضة فكانت تسمي صالة القرابين وتظهر بها مناظر تقديم القرابين إلي آلهة المعبد الرئيسية وهم الإله سوبك والآلهة رننوت والإلهة إيزيس , ومناظر لمراسم التطهير.